# NGC 4125
NGC 4125 ist eine Elliptische Galaxie vom Hubble-Typ E6/P im Sternbild Drache am Nordsternhimmel. Sie ist schätzungsweise 66 Millionen Lichtjahre von der Milchstraße entfernt und hat einen Durchmesser von etwa 105.000 Lichtjahren.
Sie bildet sie gemeinsam mit NGC 4121 das gravitativ gebundenes Galaxienpaar Holm 335 und ist das hellste Mitglied der NGC 4125-Gruppe (LGG 274).
Die Typ-Ia-Supernova SN 2016coj wurde hier beobachtet.
Das Objekt wurde am 4. Januar 1850 vom britischen Astronomen John Russell Hind entdeckt.

## NGC 4125-Gruppe (LGG 274)
| Galaxie   | Alternativname | Entfernung / Mio. Lj |
| --------- | -------------- | -------------------- |
| NGC 4081  | PGC 38212      | 69                   |
| NGC 4125  | PGC 38524      | 66                   |
| NGC 4205  | PGC 39143      | 68                   |
| PGC 38025 | UGC 7020A      | 72                   |